# Shanghai ATP Masters 1000 2016
Shanghai Rolex Masters 2016 — профессиональный теннисный турнир, в 8-й раз проводившийся в Шанхае, Китай на открытых кортах с покрытием типа хард. Турнир имеет категорию ATP 1000.
Соревнования были проведены с 9 по 16 октября 2016 года.
Прошлогодними чемпионами являются:
- Одиночный турнир —  Новак Джокович
- Парный турнир —  Равен Класен /  Марсело Мело

## Общая информация
Одиночный турнир в 2015 году собрал семь представителей Топ-10. Возглавил этот список лидер мировой классификации и действующий чемпион турнира Новак Джокович. Серб смог выйти в полуфинал турнира, но на этой стадии он неожиданно проиграл № 15 посева Роберто Баутисте Агуту, для которого выход в финал стал первым в карьере на турнирах серии Мастерс. Фаворит из нижней части сетки
Энди Маррей (№ 2 в мире) выиграл свои матчи до финала без особого труда (он не проиграл ни одного сета) и также в финале он смог победить Баутисту и выиграть главный трофей. Титул в Шанхае стал уже третьим в карьере Маррея (до этого он побеждал в 2010 и 2011 годах). В основном турнире принял участие один представитель России — Михаил Южный, который выбыл уже в первом раунде.
В парном турнире победу одержал американский дуэт Джон Изнер и Джек Сок, который изначально не имел посева на турнире. В финале они переиграли также несеянную команду Хенри Континен и Джон Пирс. Прошлогодние чемпионы Равен Класен и Марсело Мело не защищали свой титул, однако оба приняли участие в соревнованиях. Класен в альянсе с Радживом Рамом имел пятый номер посева и выбыл во втором раунде. Мело в дуэте с Лукашом Куботом был посеян под третьим номером и также проиграл на стадии второго раунда.

## Соревнования

### Одиночный турнир
Энди Маррей обыграл  Роберто Баутисту Агута со счётом 7-6(1), 6-1.
- Маррей выигрывает 6-й одиночный титул в сезоне и 41-й за карьеру в основном туре ассоциации.
- Баутиста сыграл 4-й одиночный финал в сезоне и 10-й за карьеру в основном туре ассоциации.

### Парный турнир
Джон Изнер /  Джек Сок обыграли  Хенри Континена /  Джона Пирса со счётом 6-4, 6-4.
- Изнер выигрывает 1-й парный титул в сезоне и 4-й за карьеру в основном туре ассоциации.
- Сок выигрывает 1-й парный титул в сезоне и 7-й за карьеру в основном туре ассоциации.